# アンリ・コシェ
アンリ・ジャン・コシェ (Henri Jean Cochet, 1901年12月14日 - 1987年4月1日) は、フランス・リヨン出身の男子テニス選手。同僚のフランス人選手ジャン・ボロトラ、ジャック・ブルニョン、ルネ・ラコステと並んで、フランスの「四銃士 (Les Quatre Mousquetaires)」と呼ばれた。
グランドスラム優勝7回。全仏優勝4回は現在歴代3位記録。1976年国際テニス殿堂入り。

## 来歴
アンリ・コシェの父親はリヨン市内にあるテニスクラブの秘書を務めていた人で、彼はその恵まれた環境の中で自然にテニスに親しんでいった。子供の頃にテニスコートの維持管理の仕事を手伝い、球拾いにいそしんだことから、彼には「リヨンのボールボーイ」(Ball Boy of Lyon)というニックネームがついた。1921年にコシェはパリに出て、そこでジャン・ボロトラと出会う。1922年からコシェとボロトラはデビスカップフランス代表となる。この年に、コシェは全仏選手権の決勝でジャン・サマズイユ (Jean Samazeuilh) を8-6, 6-3, 7-5で破り、大会初優勝を飾った。翌1923年にジャック・ブルニョンとルネ・ラコステがデ杯フランス代表に加わり、こうしてフランスの「四銃士」が世界のテニスの表舞台で活動を始める。1924年までは、全仏選手権の出場資格はフランス人選手のみに限定されていた。1925年から国際大会となり、フランス人以外の選手にも出場資格が与えられるようになった。したがって、1922年のコシェの初優勝はテニスの「公認記録」から除外される。
その後、コシェは全仏選手権で1926年・1928年・1930年・1932年と2年おきに優勝した。この4勝が、彼の公認優勝記録となる。これは1980年にビョルン・ボルグによって破られるまで (ボルグの5勝目、大会3連覇) 全仏選手権 (現在の全仏オープン) 男子シングルス最多優勝記録であった。ウィンブルドン選手権では1927年と1929年に2勝を挙げ、全米選手権では1928年に優勝している。したがって、コシェは公認優勝記録で4大大会シングルス通算「7勝」を記録したことになる。
フランスの「四銃士」と同時代に活躍したライバル選手の中に、ビル・チルデンやビル・ジョンストンなどがいた。コシェの全仏優勝のうち、1930年の優勝は決勝でチルデンを破って獲得したものである。また、コシェは地元開催の1924年パリ五輪で、男子シングルス・ダブルスとも決勝でアメリカのビンセント・リチャーズに敗れて銀メダルに終わった。五輪の男子ダブルスではブルニョンとペアを組み、リチャーズ/フランシス・ハンターの組に敗れた。
1929年10月、コシェはブルニョン、ピエール・ランドリー、レイモンド・ロデルとともに4人の一行で来日した。日本テニス協会はこの日仏対抗戦のために、東京に2000人収容の仮設スタンドつきテニスコート2面を設置した。とりわけコシェは当時の日本人選手とさほど変わらない体格であったため、彼のプレーぶりは若手の有力選手たちに大きな刺激を与えた。
1974年、「四銃士」の物語がアメリカの映画監督リチャード・レスターにより映画化された。レスターは前年の1973年にデュマの小説『三銃士』の映画化を行い、それに続いて1920年代-1930年代前半に活躍した4人のフランス人テニス選手のドキュメンタリーも残したのである。
1976年、「四銃士」のメンバーたちは4人揃って国際テニス殿堂入りを果たす。4人とも長寿に恵まれたが、コシェは1987年4月1日に85歳の生涯を閉じた。彼の存命中に、ビョルン・ボルグが全仏オープンで男子シングルス最多優勝記録を更新し、1981年に大会4連覇で通算「6勝」を達成した。

## 4大大会優勝
- 全仏選手権：4勝 (1926年、1928年、1930年、1932年) [1922年の優勝はテニスの公認記録から除外]
- ウィンブルドン選手権：2勝 (1927年、1929年)
- 全米選手権：1勝 (1928年)

| 年     | 大会                 | 対戦相手                     | 試合結果                | 備考                             |
| ------ | -------------------- | ---------------------------- | ----------------------- | -------------------------------- |
| 1922年 | 全仏選手権           | ジャン・サマズイユ           | 8-6, 6-3, 7-5           | この優勝は「公認記録」に数えない |
| 1926年 | 全仏選手権           | ルネ・ラコステ               | 6-2, 6-4, 6-3           |                                  |
| 1927年 | ウィンブルドン選手権 | ジャン・ボロトラ             | 4-6, 4-6, 6-3, 6-4, 7-5 |                                  |
| 1928年 | 全仏選手権           | ルネ・ラコステ               | 5-7, 6-3, 6-1, 6-3      |                                  |
| 1928年 | 全米選手権           | フランシス・ハンター         | 4-6, 6-4, 3-6, 7-5, 6-3 |                                  |
| 1929年 | ウィンブルドン選手権 | ジャン・ボロトラ             | 6-4, 6-3, 6-4           |                                  |
| 1930年 | 全仏選手権           | ビル・チルデン               | 3-6, 8-6, 6-3, 6-1      |                                  |
| 1932年 | 全仏選手権           | ジョルジオ・デ・ステファーニ | 6-0, 6-4, 4-6, 6-3      |                                  |